# Джастін Люпе
Джастін Люпе-Шомп (англ. Justine Lupe-Schomp; нар. 31 травня 1989, Денвер, Колорадо, США) — американська акторка, яка здобула популярність завдяки ролі Вілли Феррейри у серіалі «Спадкоємці» (2018—2023) та знана за ролями у серіалах «Крістела» (2014—2015), «Містер Мерседес» (2017—2019) та «Дивовижна місис Мейзел» (2017—2023). Вона також знімалася у фільмах «Не згасає» (2012), «Френсіс Ха» (2013), «Сон в літню ніч» (2017) і «Найщасливіша дівчина на світі» (2022).

## Ранні роки
Народився в Денвері, штат Колорадо. 2007 року закінчила театральну програму Денверської школи мистецтв, а 2011 року Джульярдську школу в Нью-Йорку. На честь її бабусі, Кей Шомп, названо театр в Денверській школі мистецтв.

## Кар'єра
Серед перших робіт у кіно ролі у драматичному фільмі Девіда Чейза «Не згасає» (2012) і комедійній стрічці «Френсіс Ха» Ноа Баумбака (2013). Зіграла Дудку в екранізації 2017 року «Сну літньої ночі» режисера Кейсі Вайлдера Мотта. На початку акторської кар'єри знімалася в телепроєктах як-от «Південна територія», «Закон Геррі» і «Дорогий доктор» (усі 2012 року). 2013 року отримала роль в серіалі «Безсоромні» та «Нероба» 2014 року. У ситкомі 2014 року ABC «Крістела» виконала одну з головних ролей, білявку Медді. Люпе замінила іншу акторку, яка грала Медді в пілотній серії. Серіал виходив у 2014—2015 роках і його скасували через низькі рейтинги. 2015 року з'явилася у «Гарній дружині» та «Юній» (2016 рік). У 2016—2018 роках виконувала роль у телесеріалі «Державний секретар». Зіграла разом з Джиммі Сімпсоном у оф-бродвейській виставі «Емпатітракс» за сценарієм Ани Ногейри. Елізабет Вінсентеллі з «Нью-Йорк таймс» високо оцінила виступ Люпе, описавши його як «як слід метушливий [і] знервований».
Зіграла головну роль Голлі Гібні в серіалі «Містер Мерседес» (2017—2019). Також вона знімалася в комедійних серіалах «Без моігків» (2016), «Метод Булла» (2017), а також озвучувала ролі в «Робоцип» (2022). У 2017—2023 роках виконувала повторювану роль Астрід Вайсман у драмеді-серіалі «Дивовижна місис Мейзел». Після повторювальної ролі у серіалі «Спадкоємці» в його перших двох сезонах, у третьому сезоні її роль стала регулярною. За цей час вона з'явилася у «Снігопаді» (2017), ситкомі «Один разом» (2018) і «Підлий Піт» (2018). 2021 року повідомлялося про її головну роль Нелл Резерфорд у фільмі «Найщасливіша дівчина на світі» (2022) разом з Мілою Куніс. 2024 року виконувала повторювальну роль у телесеріалі «Приз за великими дверима», а також головну у серіалі «Ніхто цього не хоче».

## Фільмографія
| Рік       |    | Українська назва              | Оригінальна назва         | Роль           |
| --------- | -- | ----------------------------- | ------------------------- | -------------- |
| 2011      | ф  | Три форми безсоння            | Three Forms of Insomnia   | Моніка         |
| 2011      | ф  | Колишні подруги               | Ex-Girlfriends            | Ліза           |
| 2011      | с  | Незабутнє                     | Unforgettable             | Ешлі           |
| 2012      | ф  | Не згасає                     | Not Fade Away             | Кендіс         |
| 2012      | ф  | Френсіс Ха                    | Frances Ha                | Несса          |
| 2012      | с  | Південна територія            | Southland                 | Кеті           |
| 2012      | с  | Закон Геррі                   | Harry's Law               | Фібі Блейк     |
| 2012      | с  | Дорогий доктор                | Royal Pains               | Кемерон Кріссі |
| 2013      | с  | Безсоромні                    | Shameless                 | Блейк Коллінз  |
| 2014      | с  | Нероба                        | Deadbeat                  | Еліс           |
| 2014—2015 | с  | Крістела                      | Cristela                  | Медді          |
| 2015      | с  | Гарна дружина                 | The Good Wife             | Меггі Россам   |
| 2016      | с  | Юна                           | Younger                   | Джейд Вінслоу  |
| 2016      | с  | Без мізків                    | BrainDead                 | Марджі         |
| 2016—2018 | с  | Державний секретар            | Madam Secretary           | Ронні Бейкер   |
| 2017      | с  | Метод Булла                   | Bull                      | Джинні Бреттон |
| 2017—2019 | с  | Містер Мерседес               | Mr. Mercedes              | Голлі Джибні   |
| 2017      | с  | Снігопад                      | Snowfall                  | Вікторія       |
| 2017—2023 | с  | Дивовижна місіс Мейзел        | The Marvelous Mrs. Maisel | Астрід Вайсман |
| 2017      | ф  | Сон в літню ніч               | A Midsummer Night's Dream | Флейта         |
| 2018      | с  | Один разом                    | Alone Together            | Шарлотта       |
| 2018      | с  | Підлий Піт                    | Sneaky Pete               | Ганна          |
| 2018—2023 | с  | Спадкоємці                    | Succession                | Віллі Ферейра  |
| 2021—2022 | с  | Хазяйнування                  | Home Economics            | Емілі          |
| 2021      | мс | Робоцип                       | Robot Chicken             | різні ролі     |
| 2022      | ф  | Найщасливіша дівчина на світі | Luckiest Girl Alive       | Нелл Резерфорд |
| 2024      | с  | Приз за великими дверима      | The Big Door Prize        | Еліс Вікстед   |
| 2024      | с  | Ніхто цього не хоче           | Nobody Wants This         | Морган         |

## Визнання
| рік  | Премія                     | Категорія                                         | Робота     | Результат | Посилання |
| ---- | -------------------------- | ------------------------------------------------- | ---------- | --------- | --------- |
| 2022 | Премія Гільдії кіноакторів | Найкращий акторський склад у драматичному серіалі | Спадкоємці | Перемога  | [ 24 ]    |
| 2024 | Премія Гільдії кіноакторів | Найкращий акторський склад у драматичному серіалі | Спадкоємці | Перемога  | [ 25 ]    |